# کوناک‌لی (آرهاوی)
کوناک‌لی (به ترکی استانبولی: Konaklı) یک منطقهٔ مسکونی در ترکیه است که در آرهاوی واقع شده‌است. کوناک‌لی ۲۶۳ نفر جمعیت دارد.